# لغة الإبعاد
لغة الإبعاد هو أسلوب تعبير يستخدمه الشخص لإبعاد نفسه عن موضوع معين، يتم استخدامه في محاولة لفصل موضوع، أو فكرة، أو مناقشة، أو مجموعة معينة عن هويتهم الشخصية؛ بغرض خداع النفس، أو خداع الآخرين، أو فصل الذات عن فريق، ومن بين آخرين، يتم استخدام لغة الإبعاد لا شعورياً بشكل أساسي كوسيلة للإبتعاد عن الأفعال، أو الأفكار التي تتعارض مع قيمه، ومعتقداته، ومُثله الشخصية، وغالباً ما تُستخدم لتحديد ما إذا كان الشخص يكذب، غالباً يكون الاستخدام الواعي للغة الإبعاد يحوي على نوع من اللطف من أجل التقليل من لغة الانفعال، أو إزالة الحساسية منه، وذلك من خلال محاولة لفصل المتحدث عن الموضوع المطروح.

## ممارساتٌ شائعة في لغة الإبعاد

### تجنب ضمائر المتكلم
يشير استخدام ضمائر المتكلم: أنا، نحن، والصيغ المفرد، مثل: لي، نفسي، أو صيغ الجمع، مثل: لدينا، أنفسنا، …إلخ، إلى الشعور بالتقارب النفسي بين المتحدث وموضوع المناقشة، كما يشير حذف ضمائر المتكلم إلى غياب المسؤولية، والتشتت في تحديد الأفكار الواردة الموضوع المطروح.

#### «أنت»الضمير الغائب
يستخدم الضمير«أنت» في لغة الإبعاد عند التحدث في سياق عام، ويُقصد بذلك تطبيق هذه العبارات على أي شخص من عامة الجمهور، فعلى سبيل المثال عند قول: يجب ألا تشرب وأنت تقود أبداً، فبذلك تخص أي شخص يقود السيارة، وبالتالي فإن كلمة أنت هي بديل شائع لضمير المتكلم، وغالباً ما يشير ذلك إلى عدم التزام الفرد، أو الاهتمام بمجموعة، أو منظمة.
- عند اقتراح طرق لزيادة حركة المرور إلى حجرة معلومات المنظمة في معرض سيقول أحد أعضاء المجموعة: أنت ستلفت انتباه المزيد من الأشخاص إذا عزفت موسيقى مبهجة، وبالصياغة البديلة سيقول: نحن سنلفت انتباه المزيد من الناس إذا قمنا بتشغيل موسيقى مبهجة، فيشير المتحدث إلى أنه يعرف بالمنظمة، ويقبل المهمة المشتركة المتمثلة في جذب الانتباه إلى حجرة المنظمة.

#### صيغة المبني للمجهول
يسمح استخدام الفعل المبني للمجهول بإهمال الهوية، أو الملكية؛ لأن طبيعة الفعل المبني للمجهول هي أن الفعل يقع على الشيء أو المفعول به، والفاعل لا يذكر ولا أهمية له.
- يخبر موظف المطعم العميل: أنه حدث خطأ في طلبك، بدلاً من أن يقول: لقد ارتكبت خطأ في طلبك، كوسيلة لتجنب وقوع المسؤولية عليه.

### ذلك ضد هذا
أسماء الإشارة، مثل: ذلك، أو تلك، وهؤلاء، أو أولئك، توضح المسافة الجسدية، أو النفسية بين الشيء والمتحدث، ويشير كل من أسماء الإشارة، مثل: هذا، أو هذه، إلى شيء قريب من المتحدث.
- يقول صاحب العمل: لم أتوصل إلى تلك الأفكار، بعد أن رفض المستثمرون عرضه التجاري.

### الانحراف، والتقليل، وحذف التفاصيل
يعد تجنب العبارات المباشرة أمراً شائعاً في الخداع، سواء في خداع شخص آخر، أو في خداع النفس؛ من أجل تجنب التفاصيل التي قد تشير إلى الملكية، أو المعرفة الشخصية بالموضوع، ويتحقيق ذلك من خلال المعلومات التي تُحرف الموضوع، أو تقلل من أهمية، وتأثير الموضوع؛ بدلاً من ذلك يمكن للمتحدث إبقاء العبارات غامضة، أو أخذ الحيطة.
- عندما يُسأل رجل عن خيانة صديقته السابقة يقوم بهز كتفيه، ويقول: أعتقد أنه كان يجب أن أرى الأمر قادمًاً، فكنا نتشاجر طوال الوقت في تلك المرحلة على أي حال؛ لذلك من المحتمل أننا سننفصل عاجلاً وليس في وقت لاحق.

### العبارات الملطفة
تستخدم التعبيرات اللطيفة كوسيلة لتقليل المشاعر السلبية التي قد يثيرها الموضوع المطروح سواء من المتحدث، أو من الآخرين؛ من أجل جعل المتحدث يبدو غير متأثر، والموقف غير شخصي.
- قد يستخدم الموارد البشرية في العسكرية مجموعة من مصطلحات التباعدية للمقاتلين إما للقتل أو لجلب القتلى، وقد يستخدمون أيضاً مصطلحات نابية وتحط من الإنسانية للمقاتلين الأعداء، ومصطلح الأضرار الجانبية يطلق على ضحايا القتل العرضي، أو القتل غير المقصود لغير المقاتلين أثناء الهجمات على أهداف عسكرية مشروعة، ومن الأمثلة الأخرى النيران الصديقة.